# Подземные сады Форестьере
Подзе́мные сады́ Форестье́ре (англ. Forestiere Underground Gardens) во Фресно, Калифорния представляют собой ряд подземных сооружений, которые успел построить Бальдассаре Форестьере, иммигрант из Сицилии, в течение 40 лет, с 1906 года до своей смерти в 1946 году. Сады управляются членами семьи Форестьере через Исторический центр Форестьере и считаются  самобытным и впечатляющим примером народной архитектуры.
Сады были внесены в Национальный реестр исторических мест в 1977 году и зарегистрированы под номером 916 в списке исторических достопримечательностей Калифорнии в 1978 году.

## История

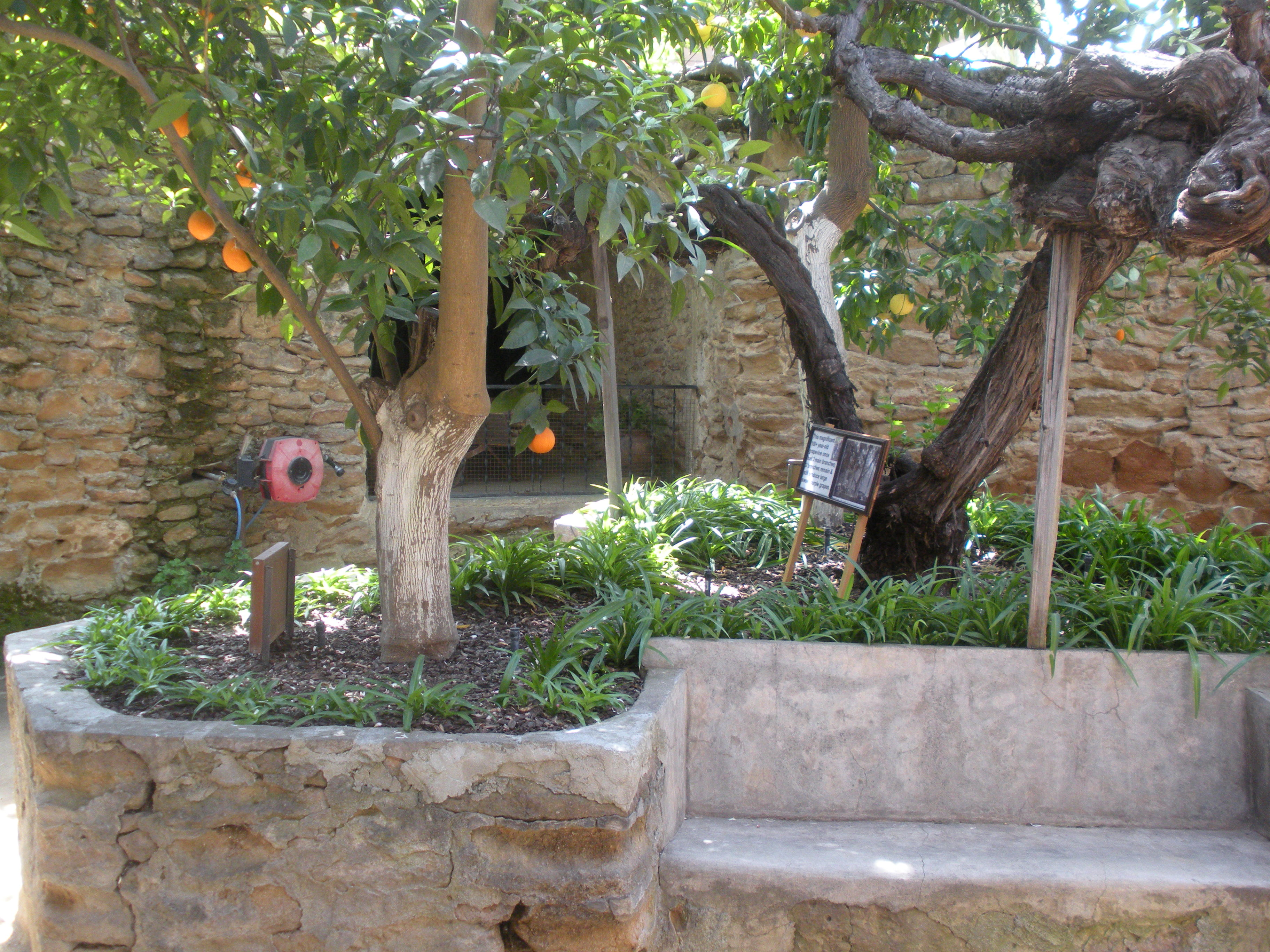
Цитрусовые деревья в подземном саду Форестьере

Бальдасса́ре Форестье́ре (итал. Baldassare Forestiere, итальянское произношение: [baldasˈsarre foreˈstjɛːre], 8 июля 1879 — 10 ноября 1946) родился в деревушке Филари, недалеко от Рометты на северо-восточной оконечности Сицилии. Иммигрировал в Соединенные Штаты в начале 1900-х годов после конфликта с отцом. После прибытия на Восточное побережье, купил землю во Фресно. Он обнаружил, что твердая почва не подходит для выращивания цитрусовых деревьев, а летом тут очень жарко.
Бальдассаре сперва выкопал небольшой подвал, чтобы спастись от летней жары. Вероятно, на него повлияли римские катакомбы и винные погреба, которые он видел в Италии. Найдя решение эффективным и удобным, он прирезал несколько дополнительных комнат и поселился в них. Затем Бальдассаре начал экспериментировать с выращиванием деревьев в подземных помещениях с окнами в потолке и обнаружил, что при соответствующем уходе они будут хорошо расти, а нахождение под землей защищает их от заморозков. Бальдассаре продолжал расширять и улучшать свои подземные сады до своей смерти в 1946 году, используя ручные инструменты и пару мулов.